# Laura Carvalho
Laura Barbosa de Carvalho (Rio de Janeiro, 3 de março de 1984) é uma economista e professora universitária brasileira, livre-docente da Faculdade de Economia e Administração da Universidade de São Paulo (FEA-USP).
Em 2018, lançou o livro Valsa Brasileira: do boom ao caos econômico, em que analisa o crescimento e a subsequente crise da economia brasileira a partir de 2014. O livro se tornou um dos mais vendidos do ano e foi finalista do 61.º Prêmio Jabuti na categoria "Humanidades", mas não chegou a vencer.
Ainda em 2018, participou da formulação inicial das propostas econômicas de Guilherme Boulos, então pré-candidato pelo PSOL na eleição presidencial de 2018.
Foi colunista do jornal Folha de S. Paulo entre 2015 e 2019 e do Nexo entre 2019 e 2021.

## Biografia
Carvalho tem mestrado pela Universidade Federal do Rio de Janeiro e doutorado pela New School. Sua área de pesquisa é a macroeconomia, focando em desenvolvimento econômico e redistribuição de renda. Foi professora de economia na Fundação Getúlio Vargas (FGV), em São Paulo, até 2015, ano em que entrou para a Faculdade de Economia e Administração da Universidade de São Paulo, tornando-se professora associada. Carvalho atualmente atua lá como livre-docente.

## Valsa brasileira
Lançado em 2018 pela editora Todavia, o livro é uma análise da economia brasileira desde o início do século até o governo Temer, passando pela crise econômica de 2014. Usando a valsa como metáfora, Carvalho aponta que o passo à frente da economia foi dado durante o governo Lula, período em que o país experimentou o "milagrinho" econômico. Para Carvalho, o milagrinho foi possível devido ao boom das commodities na década de 2000 e à política interna de Lula, como a maior distribuição de renda, maior acesso ao crédito e maiores investimentos públicos.
O passo ao lado foi dado no governo Dilma Rousseff com o conjunto de políticas que ficou conhecido como a nova matriz econômica do governo, mas que Carvalho apelida de "agenda FIESP". A nova matriz econômica – ou agenda FIESP – envolvia desonerações tributárias à indústria que não geraram os empregos e o desenvolvimento esperado e que ajudaram a deteriorar as contas públicas. O passo atrás foi a tentativa de ajuste fiscal no segundo mandato de Dilma e, após o impeachment, no governo Temer.

## Curto-circuito
Em 2020, foi lançado o livro Curto-circuito: o vírus e a volta do Estado, onde Carvalho alega que a pandemia de COVID-19 no Brasil e seus efeitos, em especial seu impacto na economia, não afetou a todos de mesma forma, sendo os pobres os mais atingidos tanto pela doença quanto pela debacle na economia. Em 26 de junho do mesmo ano, participou, ao lado do economista Armínio Fraga, do programa Conversa com Bial, no qual ambos defenderam que o combate à desigualdade deve ser tratado como medida urgente para o país.